# 狭叶香茶菜
狭叶香茶菜（学名：[Isodon angustifolia] 错误：{{Lang}}：文本有斜体标记（帮助））为唇形科香茶菜属下的一个种。